# 메이블 닷지 루한
메이블 닷지 루한(영어: Mabel Evans Dodge Sterne Luhan, 1879년 2월 26일 ~ 1962년 8월 13일)은 미국의 칼럼니스트이자 예술 후원자이다.